# حكمت عجوري
حكمت عزت عجوري دبلوماسي فلسطيني، كان رئيسًا للبعثة الفلسطينية لدى جمهورية أيرلندا بين عامي 2006 و2013، وسفيرًا لدولة فلسطين لدى البرتغال بين عامي 2013 و2017.

## حياته
عُين حكمت عزت عجوري في 1 أكتوبر 1998 مديرًا عامًا في ديوان الموظفين العام الفلسطيني ومفرزًا للعمل في جمعية الهلال الأحمر الفلسطيني.
عُين في 15 سبتمبر 2005 سفيرًا في وزارة الشؤون الخارجية الفلسطينية ورئيسًا للبعثة الفلسطينية لدى جمهورية أيرلندا اعتبارًا من 31 أكتوبر 2005.
في 12 نوفمبر 2005، أدى اليمين القانونية أمام الرئيس الفلسطيني محمود عباس، ولاحقًا في بداية عام 2006، سلّم أوراق اعتماده إلى جمهورية أيرلندا.
في 30 أكتوبر 2013، سلّم أوراق اعتماده سفيرًا لدولة فلسطين لدى البرتغال إلى رئيس الجمهورية كافاكو سيلفا.
في 22 يناير 2016، أصدر الرئيس الفلسطيني محمود عباس بإحالة العجوري إلى التقاعد ابتداءً من 1 أبريل 2016، إلا أنه استمر في المنصب حتى مارس 2017.